# Pumpkin Studios
Pumpkin Studios — компания по производству компьютерных игр, основанная в 1996 году в городе Бат в Англии. Компания создала всего одну игру, Warzone 2100, и закрылась 13 марта 2000 года по причине низкого уровня финансирования, а также нежелания Eidos развивать Warzone 2100.